# Hoth
Hoth é um planeta gelado do universo fictício de Star Wars. Ele apareceu pela primeira vez no filme O Império Contra-Ataca, de 1980, e também foi cenário de livros e videogames de Star Wars.

## Descrição
Hoth é o sexto planeta de um sistema estelar remoto com o mesmo nome. É um planeta pequeno e terrestre com três luas em órbita e coberto inteiramente por neve e gelo. O clima gelado, embora habitável, é em sua maior parte frio demais para o desenvolvimento de vida inteligente. Hoth é o lar de apenas algumas espécies, incluindo o imponente e predador wampa, que é a criatura mais inteligente do planeta, e os lagartos cinzentos da neve conhecidos como tauntauns. Ambos aparecem em O Império Contra-Ataca.

## Aparições

### Filme
No filme O Império Contra-Ataca, de 1980, Hoth é o lar da Base Echo secreta da Aliança Rebelde, parcialmente instalada em cavernas naturais formadas por bolhas de gelo gigantes. Os rebeldes patrulham o planeta montados em tauntauns indígenas. No início do filme, Luke Skywalker e seu tauntaun são atacados por um wampa. Skywalker acaba escapando e é resgatado por Han Solo. Quando um dos dróides de sondagem do Império Galáctico descobre a base, os rebeldes são forçados a evacuar. O Império chega e envia forças terrestres para destruir a base, mas os rebeldes lutam contra os AT-ATs com artilharia terrestre e snowspeeders para detê-los e evacuar efetivamente. Esse conflito é comumente chamado de “Batalha de Hoth”.
O rascunho original de O Império Contra-Ataca, escrito por Leigh Brackett, mostrava uma cena de abertura com Luke Skywalker no cume de um planeta de gelo, embora o nome “Hoth” tenha sido dado ao planeta de nuvens na época (mais tarde chamado Bespin). O rascunho também mostrava os wampas de Hoth atacando a base rebelde.
A geleira Hardangerjøkulen, perto de Finse, Noruega, serviu como local de filmagem de Hoth em O Império Contra-Ataca. As cenas foram filmadas em temperaturas abaixo de zero. Para a cena da batalha terrestre, foram usadas miniaturas em um cenário que utilizava bolhas de vidro microscópicas e bicarbonato de sódio para imitar o território nevado.

### Legends
Hoth também apareceu nos quadrinhos, livros e videogames de Star Wars. Na história em quadrinhos da Marvel Star Wars de 1983, “Hoth Stuff!”, é revelado que Wedge Antilles desapareceu durante a Batalha de Hoth. No romance Darksaber (1995), Luke Skywalker e sua amante Callista Ming viajam para Hoth, onde encontram o mesmo wampa que atacou Luke no Episódio V, mas ele o mata rapidamente. Em Shadows of the Empire, Hoth é um dos vários cenários para as aventuras de Dash Rendar, incluindo a Batalha de Hoth.

### Jogos eletrônicos
O planeta aparece na série Star Wars: Battlefront (2004-) como mapas multijogador e nos jogos temáticos Lego Star Wars II: The Original Trilogy (2006) e Lego Star Wars: The Complete Saga (2007) durante os dois primeiros níveis de história do Episódio V. Também aparece como um mundo central explorável no jogo de 2022 Lego Star Wars: The Skywalker Saga.

## Precisão científica
Os atributos planetário do planeta fictício Hoth foram examinados quanto à precisão científica. O site Space.com disse que Hoth mais se assemelhava ao planeta extrassolar OGLE-2005-BLG-390Lb: “Com uma temperatura de superfície de -364 ºF (-220 ºC), é quase tão gelado quanto Plutão.” Bruce Betts, da Sociedade Planetária, disse que o cinturão de asteroides próximo a Hoth faria com que o planeta tivesse dificuldade em permanecer no lugar. Com Hoth sendo bombardeado frequentemente por asteroides, Betts disse que seria improvável que formas de vida naturais (como o wampa e o tauntaun mostrados no filme) evoluíssem no planeta.
Jeanne Cavelos teorizou em The Science of Star Wars que a frequência de meteoroides bombardeando Hoth indicava que o planeta era relativamente jovem, pois em sistemas solares mais antigos, os detritos são mais limpos. Como Hoth tem formas de vida complexas, Cavolos disse que a idade do planeta pode ser mais antiga, na faixa de vários bilhões de anos. A autora disse que Hoth pode ser semelhante à Terra em idade, mas não tem planetas vizinhos como Júpiter e Saturno para protegê-lo de impactos de meteoroides. Ela também disse que, com o cinturão de asteroides retratado no filme tão próximo de Hoth, o cinturão era uma fonte provável de meteoroides. (O cinturão de asteroides em si é retratado de forma irrealista como estando intimamente agrupado, o que normalmente significaria que os asteroides seriam reduzidos a escombros do tamanho de areia em um período de tempo suficientemente longo.)
CJ Miozzi, escrevendo para o Escapist Magazine, disse que Hoth era realista como um planeta de bioma único (entre vários planetas desse tipo em Star Wars), citando a lua Europa de Júpiter como um exemplo semelhante. Miozzi disse que o planeta foi retratado nos livros de Star Wars como sendo geologicamente ativo e com outras formas de vida menores, incluindo o líquen. O autor disse que o líquen na Terra era uma parte importante da cadeia alimentar durante os meses de inverno, mas que poderia voltar a crescer fora desses meses. Com Hoth perpetuamente congelado, Miozzi disse que o líquen provavelmente não seria suficiente para sustentar uma cadeia alimentar de várias camadas que inclui um superpredador, o wampa.